# Bernio Verhagen
Bernio Jordan Enzo Verhagen (Paramaribo, 13 februari 1994) is een Surinaams-Nederlands oplichter. Hij tekende als amateurvoetballer contracten met vier buitenlandse profclubs. Hij werd naast fraude veroordeeld voor mishandeling en beroving.

## Biografie

### Junioren
Bernio Verhagen werd geboren in Paramaribo en groeide op in Nederland. Hij speelde van januari 2009 tot januari 2010 bij de jeugdopleiding van Willem II in Tilburg. Daarna stond hij ingeschreven bij TSV Oosterhout (tweede klasse), VV Oosterhout (derde klasse) en van oktober tot december 2017 bij RKVV Den Dungen (derde klasse). Volgens de coördinator van Den Dungen zou Verhagen amper het niveau van de derde klasse aan hebben gekund.

### Internationale profcontracten
Begin 2019 tekende hij een contract bij de semi-profclub Dinamo Tiraspol in Transnistrië, oostelijk Moldavië. Verhagen kwam hier niet tot spelen en ging kort daarna weer terug naar Nederland. Nog hetzelfde jaar tekende hij een contract bij Cape Town City FC uit de Zuid-Afrikaanse Premier Soccer League. De voorzitter van de club presenteerde hem via Twitter als "Bernio Enzo Verhagen from Dinamo Tiraspol," terwijl hij daar niet op het veld had gestaan. Verhagen bleef circa een maand en kwam ook hier niet tot spelen. Kort daarna presenteerde de Chileense eredivisionist Audax Italiano hem als nieuwe aanwinst. Ook hier kwam hij niet tot spelen en vertrok hij na enkele maanden. Op 5 november van hetzelfde jaar was hij in Denemarken, waar Viborg FF uit de eerste divisie hem tekende en presenteerde als een "supersnelle en agressieve speler, die op alle drie de posities voorin uit de voeten kan." Ook hier werd hij niet ingezet.
Achteraf bleek dat Verhagen bij deze clubs binnenkwam, omdat hij werd vertegenwoordigd door een zaakwaarnemer die beweerde dat Verhagen op korte termijn met veel winst door te verkopen zou zijn aan een Chinese club. Hierbij gaf die zich uit als Mo Sinouh, een bestaand zaakwaarnemer van het gerenommeerde ICM/Stellar.

### Privéleven in opspraak
Verhagen kwam naar Denemarken met zijn Chileense vriendin. In het Palads Hotel in Viborg werd de politie drie maal ingeroepen vanwege hun ruzies in hun hotelkamer. Via Instagram toonde ze blauwe plekken en verklaarde ze dat hij haar gevangen hield op de hotelkamer. Ondertussen dook een Facebook-groep op van Deense vrouwen die door Verhagen zouden zijn bedrogen. Hij zou gelijktijdig relaties hebben gehad en aan een van de vrouwen hebben verteld dat hij in Georgië had gevoetbald. Op de argwaan van haar moeder waarom hij niet intensief trainde, antwoordde hij dat "periodes van volledige ontspanning juist heel belangrijk waren."
In december 2019 probeerde zijn Chileense vriendin te ontkomen. Hierbij sleepte hij haar in een kiosk over de grond en maakte hij haar tas met geld en documenten afhandig. Dit voorval werd gefilmd door een bewakingscamera en leidde tot zijn arrestatie. Terwijl hij zou worden voorgeleid, ontsnapte hij aan zijn agenten, en na een grote zoektocht werd hij twaalf uur later weer opgepakt.

### Rechtszaken
In juni 2020 diende zijn eerste rechtszaak in Denemarken, waarin hij tot 15 maanden gevangenisstraf werd veroordeeld vanwege mishandeling en beroving van zijn ex-vriendin. In augustus 2020 stond hij terecht voor fraude en documentvervalsing, waarvoor hij meteen aan het begin van de zitting zijn schuld toegaf. Hierin werd hij veroordeeld tot een boete van tweeduizend euro; zijn gevangenisstraf werd niet verlengd.

### Fraude in Colombia
Minder dan een jaar later verliet hij de gevangenis. In juni 2021 werd hij beschuldigd van fraude in de badplaats El Rodadero bij Santa Marta in Colombia. Nadat hij weigerde om sekswerkers contant te betalen beledigden zij hem in het opbaar en riepen om hulp, en zou de politie volgens de krant El Tiempo hebben voorkomen dat hij gelyncht zou worden. Toen vervolgens zijn achtergrond nagetrokken werd, kwam via Interpol naar boven dat hij naast voetbalclubs ook reisbureaus, hotels en restaurants zou hebben opgelicht. Er was op dat moment aangifte tegen hem gedaan door een eigenaar van een luxe appartement, een eigenaar van een jacht en vier sekswerkers. De oplichting zou in de praktijk gaan om overboekingen die hij kort erna weer storneerde.